# ميل أوزيلاتس
ميل أوزيلاتس مواليد 30 سبتمبر 1978 في رييكا، جمهورية يوغوسلافيا الاشتراكية الاتحادية، هو لاعب كرة يد كرواتي. مثل كل من منتخب كرواتيا لكرة اليد.

## الإنجازات
- الدوري الكرواتي لكرة اليد
  - الفوز (2): 1993-94، 1995-96
  - الثالث (2): 1997-98، 1998-99